# Красный Пахарь (Пуховичский район)
Красный Пахарь (бел. Красны Пахар, Чырвоны Араты) — деревня в Пуховичском районе Минской области. Входит в состав Туринского сельсовета.

## Географическое положение
Находится примерно в 6 километрах северо-восточнее райцентра и в 10 километрах от железнодорожной станции Пуховичи на линии Минск—Осиповичи, в 52,5 км от Минска, на автодороге Червень—Марьина Горка.

## История
Населённый пункт был основан в 1920-е годы как посёлок на территории Туринского сельсовета Пуховичского района (с 20 февраля 1938 — Минской области). Согласно переписи населения СССР 1926 года здесь насчитывалось 15 дворов, проживали 85 человек. В период Великой Отечественной войны оккупирован немецко-фашистскими захватчиками в конце июня 1941 года. Освобождена в начале июля 1944 года. На 1960 год посёлок, где проживали 44 человека. По состоянию на 2002 год деревня Красный Пахарь в составе Туринского сельсовета, относившаяся к колхозу «Знамя коммунизма» (бел. Сцяг камунізму), здесь было 7 круглогодично обитаемых дворов, 12 постоянных жителей. К 2010 году при таком же количестве дворов население сократилось до 9 человек, а к 2012 — до 8. На 2013 год деревня относилась к СПК «Турин»

## Население
- 1926 — 15 дворов, 85 жителей
- 1960 — 44 жителя
- 1999 — 11 жителей
- 2002 — 7 дворов, 12 жителей
- 2010 — 7 дворов, 9 жителей
- 2012 — 7 дворов, 8 жителей
- 2019 —